# باروسل
تاریخچه:
بوریس کنیاسف (Boris Knyazef )مربی معروف باله روسی و بنیانگذار این رشته ورزشی می‌باشد. بالرینهای صاحب نامی تحت تعلیم او بوده‌اند. در سال ۱۹۶۰ میلادی B.Kniaseff جهت تدریس باله از فرانسه به سوییس می‌رود. ساختمانی که جهت تدریس در اختیار او گذاشته بودند به علت قدمت ساختمان به میراث فرهنگی تعلق داشت لذا اجازه نصب میله روی دیوارها را به او ندادند. وسپس باراوسل به وجود امد 
Barre=میله
Au=بر 
Sol=زمین
درواقع میله بر روی زمین.

## در ایران
در ایران برای نخستین بار در سال ۱۳۷۲ خانم هنگامه امیدی این ورزش را آغاز نمودند و پس از مدتی علاقه به این رشته افزایش یافت تا اینکه امروز این ورزش طرفداران زیادی در بین بانوان پیدا کرده‌است.
در دهه فجر سال ۱۳۸۳ این ورزش با حضور نمایندگان و داوران اداره کل تربیت بدنی استان تهران (فدراسیون بانوان) در سالن حجاب با استقبال روبرو شد.

## روش تمرین
زمان مورد نیاز برای یک جلسه ۴۵ دقیقه تا یک ساعت می‌باشد. حرکات با ریتم خاصی انجام می‌شود که در ابتدا آرام و به تدریج تندتر می‌شود.